# 罗维尔别墅

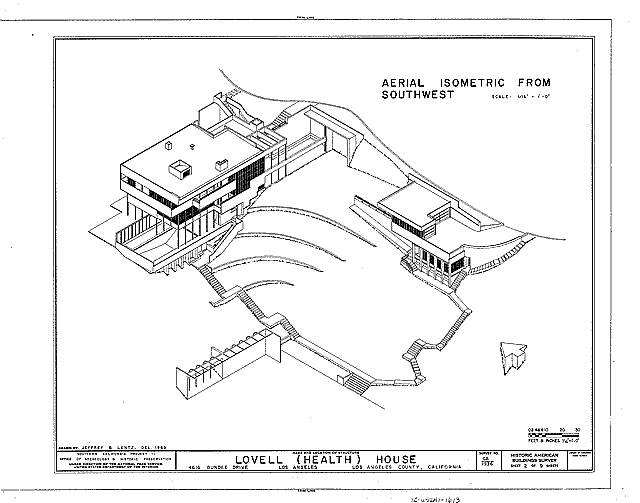
该别墅的等距视图

罗维尔别墅（Lovell House，又叫Lovell Health House）是理查德·諾伊特拉在1927年至1929年间为医生、理疗师菲利普·罗维尔（Philip Lovell）建造的一座国际风格住宅，位于美国加利福尼亚州洛杉矶邓迪路4616号（4616 Dundee Drive）。它是国际风格的代表作之一，也标志着理查德·諾伊特拉建筑风格的转型，反映了立体派对建筑师的影响。
理查德·諾伊特拉自认为是他的客户们的心理医生，在设计建筑时他会分析客户的心理和需求。而罗维尔对这座建筑也十分满意，曾公开表示自己的欣赏之情。